# Lidia Trettel
Lidia Trettel (ur. 5 kwietnia 1973 w Cavalese) – włoska snowboardzistka, wicemistrzyni świata i brązowa medalistka olimpijska.

## Kariera
Pierwszy raz na arenie międzynarodowej pojawiła się 12 marca 1995 roku w Kitzbühel, gdzie w zawodach FIS Race zwyciężyła w gigancie. W zawodach Pucharu Świata zadebiutowała 21 listopada 1995 roku w Zell am See, zajmując 15. miejsce w tej konkurencji. Tym samym już w swoim debiucie wywalczyła pierwsze pucharowe punkty. Pierwszy raz na podium zawodów tego cyklu stanęła 1 grudnia 1995 roku w Altenmarkt, kończąc rywalizację w gigancie na trzeciej pozycji. W zawodach tych wyprzedziły ją jedynie Francuzka Karine Ruby i Austriaczka Manuela Riegler. Łącznie 15 razy stawała na podium zawodów PŚ, odnosząc przy tym pięć zwycięstw: 11 stycznia 1997 roku w Lenggries i 11 marca 1998 roku w Tandådalen była najlepsza w gigancie, a 20 listopada 1998 roku w Tandådalen, 19 lutego 1999 roku w Naeba i 2 grudnia 2000 roku w Ischgl triumfowała w gigancie równoległym. Najlepsze wyniki osiągnęła w sezonie 1997/1998, kiedy to zajęła ósme miejsce w klasyfikacji generalnej, a w klasyfikacji giganta była trzecia.
Jej największym sukcesem jest srebrny medal w gigancie na mistrzostwach świata w Berchtesgaden w 1999 roku. Rozdzieliła tam na podium swą rodaczkę, Margheritę Parini i Sondrę van Ert z USA. Była też między innymi czwarta w gigancie równoległym podczas mistrzostw świata w Kreischbergu w 2003 roku, gdzie walkę o podium przegrała z Niemką Heidi Renoth. W 1998 roku wystartowała na igrzyskach olimpijskich w Nagano, zajmując czwarte miejsce w gigancie. W walce o brązowy medal lepsza okazała się Austriaczka Brigitte Köck. Brała także udział w rozgrywanych cztery lata później igrzyskach w Salt Lake City, gdzie zdobyła brązowy medal w gigancie równoległym. Uległa tam jedynie dwóm Francuzkom: Isabelle Blanc i Karine Ruby.
W 2006 r. zakończyła karierę.

## Osiągnięcia

### Igrzyska olimpijskie
| Miejsce | Dzień     | Rok  | Miejscowość    | Konkurencja       | Zwyciężczyni   |
| ------- | --------- | ---- | -------------- | ----------------- | -------------- |
| 4.      | 9 lutego  | 1998 | Nagano         | Gigant            | Karine Ruby    |
| 3.      | 15 lutego | 2002 | Salt Lake City | Gigant równoległy | Isabelle Blanc |

### Mistrzostwa Świata
| Miejsce | Dzień       | Rok  | Miejscowość          | Konkurencja       | Zwyciężczyni                |
| ------- | ----------- | ---- | -------------------- | ----------------- | --------------------------- |
| 8.      | 26 stycznia | 1996 | Lienz                | Gigant            | Karine Ruby                 |
| 14.     | 28 stycznia | 1996 | Lienz                | Slalom równoległy | Marion Posch                |
| 9.      | 21 stycznia | 1997 | San Candido          | Gigant            | Sondra van Ert              |
| 15.     | 25 stycznia | 1997 | San Candido          | Slalom równoległy | Dagmar Mair unter der Eggen |
| 2.      | 12 stycznia | 1999 | Berchtesgaden        | Gigant            | Margherita Parini           |
| 8.      | 14 stycznia | 1999 | Berchtesgaden        | Gigant równoległy | Isabelle Blanc              |
| 10.     | 15 stycznia | 1999 | Berchtesgaden        | Slalom równoległy | Marion Posch                |
| 10.     | 23 stycznia | 2001 | Madonna di Campiglio | Gigant            | Karine Ruby                 |
| 22.     | 24 stycznia | 2001 | Madonna di Campiglio | Gigant równoległy | Ursula Bruhin               |
| 20.     | 26 stycznia | 2001 | Madonna di Campiglio | Slalom równoległy | Karine Ruby                 |
| 4.      | 13 stycznia | 2003 | Kreischberg          | Gigant równoległy | Ursula Bruhin               |
| 12.     | 15 stycznia | 2003 | Kreischberg          | Slalom równoległy | Isabelle Blanc              |
| 24.     | 18 stycznia | 2005 | Whistler             | Gigant równoległy | Manuela Riegler             |
| 39.     | 19 stycznia | 2005 | Whistler             | Slalom równoległy | Daniela Meuli               |

### Puchar Świata

#### Miejsca w klasyfikacji generalnej
- sezon 1995/1996: 19.
- sezon 1996/1997: 9.
- sezon 1997/1998: 8.
- sezon 1998/1999: 9.
- sezon 1999/2000: 24.
- sezon 2000/2001: 27.
- sezon 2001/2002: -
- sezon 2002/2003: -
- sezon 2003/2004: -
- sezon 2004/2005: -
- sezon 2005/2006: 79.

#### Miejsca na podium
1. Altenmarkt – 1 grudnia 1995 (gigant) - 3. miejsce
2. Whistler – 12 stycznia 1996 (supergigant) - 2. miejsce
3. Whistler – 13 stycznia 1996 (gigant) - 2. miejsce
4. Lenggries – 11 stycznia 1997 (gigant) - 1. miejsce
5. Bardonecchia – 8 marca 1997 (gigant) - 3. miejsce
6. Morzine – 14 marca 1997 (gigant) - 3. miejsce
7. Lienz – 13 stycznia 1998 (gigant) - 2. miejsce
8. Les Gets – 6 marca 1998 (gigant równoległy) - 2. miejsce
9. Tandådalen – 11 marca 1998 (gigant) - 1. miejsce
10. Tandådalen – 20 listopada 1998 (gigant równoległy) - 1. miejsce
11. Naeba – 19 lutego 1999 (gigant równoległy) - 1. miejsce
12. Ischgl – 2 grudnia 2000 (gigant równoległy) - 1. miejsce
13. Kronplatz – 17 stycznia 2001 (gigant równoległy) - 3. miejsce
14. Bardonecchia – 20 stycznia 2002 (gigant równoległy) - 2. miejsce
15. Lenggries – 12 września 2003 (gigant równoległy) - 2. miejsce

- w sumie 5 zwycięstw, 6 drugich i 4 trzecie miejsca.